# Бабушкин взвоз
Ба́бушкин взвоз (с 1820-х по конец XIX века — Семина́рская у́лица, с 1965 по 1990-е — взвоз им. Ба́бушкина) — взвоз в Саратове.

## Географическое положение
Взвоз располагается около берега Волги, поднимаясь от набережной Космонавтов к Соборной площади, и пересекает улицу Чернышевского и улицу Мичурина. Длина взвоза составляет около 444 м, ширина — 17,5 м. Из-за большого угла наклона эта улица получила специфическое название «взвоз».

## История
Взвоз сформировался во второй половине XVIII века и получил название в честь купца Степана Бабушкина, который имел подворье на этом взвозе. В 1770 году в Саратове была открыта семинария, вскоре переведённая в Астрахань, однако в 1820-х годах семинария открылась вновь, на углу Большой Сергиевской улицы и Бабушкина взвоза. В честь семинарии взвоз стал официально называться Семинарской улицей. Но народным названием по-прежнему оставался «Бабушкин взвоз», и в конце ΧΙΧ века это название было принято как официальное.
В 1965 году взвоз получил название «взвоз им. Бабушкина» в честь революционера Ивана Бабушкина. Впоследствии взвозу было возвращено историческое название.
По адресу Бабушкин взвоз д. 1, находится Арбитражный суд Саратовской области.
На пересечении Бабушкиного взвоза и улицы Мичурина расположен театр кукол «Теремок».

## Транспорт
На пересечении взвоза с улицей Чернышевского останавливаются троллейбусы № 4 и 2А.

## Примечательные здания
| Фото | Адрес                         | Описание |  |
| ---- | ----------------------------- | --- |  |
|      | угол с ул. Соборной           | Особняк Рейценштейн, кон. XIX в. — ОКН регионального значения, эклектика, второй этаж украшен пилястрами-кариатидами. В нём располагалась первая в Саратове телефонная станция. |  |
|      | угол с ул. Мичурина           | Театр кукол Теремок |  |
|      | угол с ул. Чернышевского      | Дом Учаева |  |
|      | угол с Набережной Космонавтов | |  |